# Уэйн (округ, Иллинойс)
Уэйн (англ. Wayne County) — округ в штате Иллинойс, США. Официально образован в 1819 году. По состоянию на 2010 год, численность населения составляла 16 760 человек. Административный центр — город Фэрфилд.

## География
По данным Бюро переписи США, общая площадь округа равняется 1 851,852 км², из которых 1 849,262 км² — суша, и 4,403 км² (или 0,200 %) — это водоёмы.

## Население
По данным переписи населения 2000 года в округе проживает 17 151 житель в составе 7143 домашних хозяйств и 4971 семьи. Плотность населения составляет 9,00 человек на км². На территории округа насчитывается 7950 жилых строений, при плотности застройки около 4,00-х строений на км². Расовый состав населения: белые — 98,71 %, афроамериканцы — 0,15 %, коренные американцы (индейцы) — 0,20 %, азиаты — 0,34 %, гавайцы — 0,01 %, представители других рас — 0,06 %, представители двух или более рас — 0,54 %. Испаноязычные составляли 0,60 % населения независимо от расы.
В составе 29,80 % из общего числа домашних хозяйств проживают дети в возрасте до 18 лет, 58,30 % домашних хозяйств представляют собой супружеские пары, проживающие вместе, 8,30 % домашних хозяйств представляют собой одиноких женщин без супруга, 30,40 % домашних хозяйств не имеют отношения к семьям, 27,60 % домашних хозяйств состоят из одного человека, 14,80 % домашних хозяйств состоят из престарелых (65 лет и старше), проживающих в одиночестве. Средний размер домашнего хозяйства составляет 2,37 человека, и средний размер семьи — 2,88 человека.
Возрастной состав округа: 23,70 % — моложе 18 лет, 7,90 % — от 18 до 24, 25,80 % — от 25 до 44, 23,80 % — от 45 до 64, и 23,80 % — от 65 и старше. Средний возраст жителя округа — 40 лет. На каждые 100 женщин приходится 94,80 мужчин. На каждые 100 женщин старше 18 лет приходится 90,00 мужчин.
Средний доход на домохозяйство в округе составлял 30 481 USD, на семью — 37 729 USD. Среднестатистический заработок мужчины был 29 148 USD против 20 989 USD для женщины. Доход на душу населения составлял 15 793 USD. Около 9,40 % семей и 12,40 % общего населения находились ниже черты бедности, в том числе — 15,70 % молодежи (тех, кому ещё не исполнилось 18 лет) и 10,70 % тех, кому было уже больше 65 лет.